# Schizocosa minnesotensis
Schizocosa minnesotensis är en spindelart som först beskrevs av Willis J. Gertsch 1934.  Schizocosa minnesotensis ingår i släktet Schizocosa och familjen vargspindlar. Inga underarter finns listade i Catalogue of Life.